# Otto Olsson (Komponist)

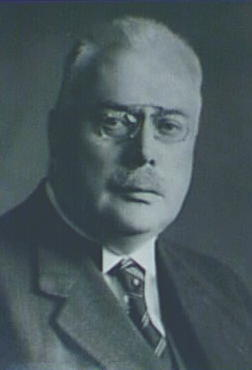
Otto Olsson

Otto Emanuel Olsson (* 19. Dezember 1879 in Stockholm; † 1. September 1964 ebenda) war ein schwedischer Organist und Komponist.

## Biografie
Olsson begann seine Karriere als Konzertorganist bereits im Alter von 20 Jahren. Beinahe 50 Jahre lang, von 1907 bis 1956, war er Organist in der Gustav-Wasa-Kirche in Stockholm. 1908 wurde er Lehrer in der Königlichen Musikhochschule Stockholm. 1926 wurde er Professor für Orgel.
Olsson hatte als Musiker, Lehrer und Komponist im Wesentlichen französische Vorbilder. Dies ist auch an den vielen Orgeln zu erkennen, an deren Planung er als Orgelexperte beteiligt war.
Als Lehrer bildete er in seiner langen Schaffenszeit viele Generationen von Kirchenmusikern in einem breiten Repertoire aus. Seine Notenbibliothek enthielt Musik von der Renaissance bis zur Moderne.
Olsson war ein schaffenskräftiger Komponist; in Schweden gehören seine Orgel- und Chorwerke heute zum Standardrepertoire. Sein Kollege Emil Sjögren, den er in jungen Jahren kennenlernte, ermunterte Olsson zu komponieren und verhalf ihm zu Verlagskontakten und Konzerten. In Olssons Frühwerk ist Sjögrens Einfluss spürbar, er war jedoch nie dessen Schüler.
Olssons Kompositionen zeichnen sich durch einen deutlichen Kontrapunkt mit verwobener Stimmführung im spätromantischen Stil aus. Wie seine französischen Kollegen interessierte er sich für alte gregorianische Melodien. In seinem großen Werk fällt etwa die zweite Orgelsymphonie, das Credo Symphoniacum von 1918, auf. Hier verwendet er ausschließlich ein gregorianisches Thema, das die Dreieinigkeit symbolisiert. Die Symphonie ist auch in drei Sätzen geschrieben.
Olssons reiches Werk beinhaltet über 70 Chorwerke, u. a. den in Schweden sehr bekannten Advent und sechs Lateinische Hymnen, die 1919 erschienen. Er schrieb auch für Orchester; hier ist vor allem sein Te Deum zu nennen, das 1910 uraufgeführt wurde und so populär wurde, dass es zu seinen Lebzeiten über 100 Male in Schweden und international aufgeführt wurde. Auch sein Requiem und die Symphonie in G-moll verdienen Erwähnung.
Der Choral zu Edvard Evers Psalm Vår blick mot helga berget går, ist ebenfalls mit seinem Namen verknüpft.